# Romski jezici
Romski jezici, skupina od 7 indoarijskih jezika koji čine dio uže centralne skupine. Govore se na području Europe, ali i po državama diljem svijeta. Podijeljeni su na 3 podskupine: 
a) balkanska s balkanskim romskim [rmn], poglavito u Srbiji i Bugarskoj, Makedoniji i drugdje, ukupno 709.570 govornika; 
b) sjeverni romski s pet jezika, baltički romski [rml], poglavito u Poljskoj i u Latviji, ukupno 58.460; karpatski [rmc], poglavito u Češkoj i Slovačkoj, ukupno 472.470 govornika; kalo finski [rmf], Finska i nešto u Švedskoj, ukupno 11.590; sintski [rmo], Srbija i druge europske zemlje, ukupno 318.920; i velški romski [rmw] kojim govore Kale ili Kalá Romi, uglavnom u Ujedinjenom Kraljevstvu,  broj govornika nepoznat; 
c) vlaška, s jednim jezikom, vlaški romski [rmy].

## Vanjske poveznice
- Ethnologue (14th)
- Ethnologue (15th)